# Atala
Atala – włoska zawodowa grupa kolarska powstała w 1908. W 1912 zespół ten, który wówczas tworzyli Luigi Ganna, Carlo Galetti, Giovanni Michelotto i Eberardo Pavesi zwyciężył w klasyfikacji generalnej Giro d’Italia. Był to jedyny przypadek w historii wyścigu, w którym nie prowadzono klasyfikacji indywidualnej.